# الکس نیمو
الکس نیمو (انگلیسی: Alex Nimo؛ زادهٔ ۲۱ مارس ۱۹۹۰) بازیکن فوتبال اهل ایالات متحده آمریکا است.
از باشگاه‌هایی که در آن بازی کرده‌است می‌توان به باشگاه فوتبال تارتو تامکا و رئال سالت لیک اشاره کرد.
وی همچنین در تیم‌های ملی فوتبال United States men's national under-17 soccer team و United States men's national under-20 soccer team بازی کرده‌است.